# John Ponsonby
John Ponsonby (29. března 1713 – 16. srpna 1787) byl irský politik ze šlechtického rodu Ponsonbyů. Zastával úřady ve státní správě v Irsku, bezmála padesát let byl irským poslancem a v letech 1756-1771 předsedou irské poslanecké sněmovny. Jeho syn William (1744-1806) byl s titulem barona povolán do Sněmovny lordů, v následující generaci vynikli diplomat John Ponsonby, 1. vikomt Ponsonby (1770-1855) a generál William Ponsonby (1772-1815), který padl v bitvě u Waterloo.

## Životopis
Byl mladším synem 1. hraběte z Bessborough, spolu se starším bratrem 2. hrabětem z Bessborough založil svou kariéru na příbuzenském vztahu s irským místokrálem 3. vévodou z Devonshiru. V letech 1739-1787 byl poslancem irského parlamentu, v letech 1744-1770 komisařem státních důchodů v Irsku a od roku 1748 členem irské Tajné rady. V letech 1756-1771 byl předsedou irské poslanecké sněmovny a patřil v té době k nejvýznamnějším irským politikům, přičemž zužitkoval získané rodinné konexe a také své vlastní schopnosti. V letech 1769-1770 se dostal do sporu s politikou irského místokrále Townshenda, načež v roce 1770 rezignoval na své úřady a byl i vyloučen z Tajné rady. V aktivní politice zůstal do roku 1776, poté odešel do soukromí, ale až do smrti byl irským poslancem.

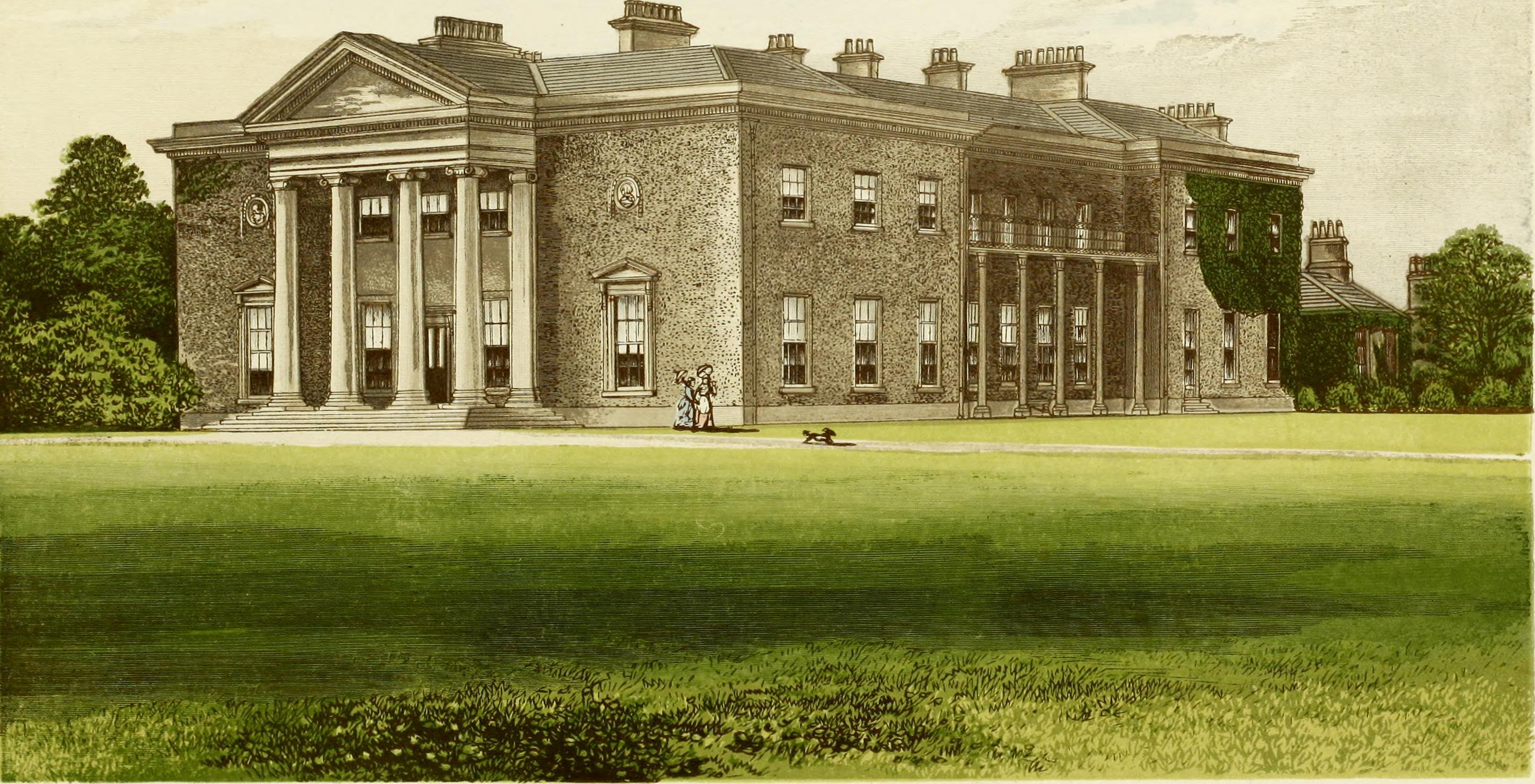
Zámek Bishopscourt v Irsku

Z otcova majetku převzal dědický podíl se zámkem Bishopscourt v hrabství Kildare.V roce 1743 se oženil s Elizabeth Cavendish (1722-1796), dcerou irského místokrále 3. vévody z Devonshire. Starší syn William (1744-1806) získal v roce 1806 titul barona s členstvím ve Sněmovně lordů, mladší syn George (1755-1817) byl v Irsku lordem kancléřem. Z dcer se Catherine (1745-1827) provdala za 2. hraběte ze Shannonu.